# Laure-Adelaide Abrantès

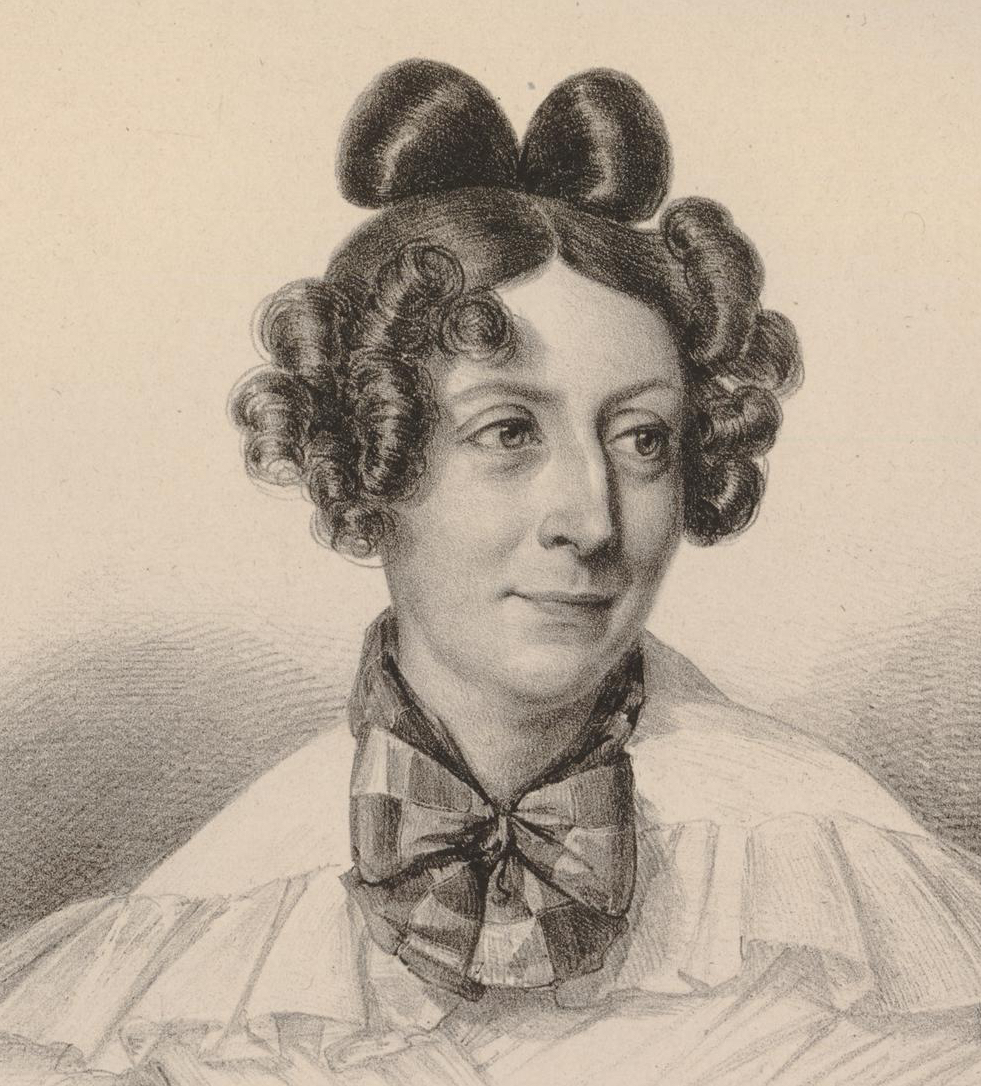
Laure-Adelaide Abrantès, Porträt von Thierry Frères, nach einem Werk von Julien Léopold Boilly (1796–1874)

Laure-Adelaide Abrantès, bzw. Laure (Laurette) Junot, Duchesse d’Abrantès, geborene Permon (* 6. November 1784 in Montpellier; † 7. Juni 1838 in Paris) war eine Hofdame am napoleonischen Hof und eine französische Schriftstellerin.

## Leben
Abrantès entstammte einer alten korsischen Familie und war die Tochter von Charles Permon sowie einer griechischen Mutter. Durch die politischen Ereignisse bedingt, ging ihre Familie, ähnlich den Bonapartes, ins Exil nach Paris. Als dort 1789 die Revolution ausbrach, flüchtete sie zusammen mit ihrer Familie nach Toulouse.
Mitten in der Terrorherrschaft kehrte Abrantès 1794 wieder nach Paris zurück. Dort sah sie in einem der Salons zum ersten Mal den jungen General Napoleon Bonaparte. In ihren Memoiren beschrieb sie später eindrucksvoll diese Zusammenkunft und den Eindruck, den sie vom künftigen Kaiser hatte.
Mit 16 Jahren heiratete 1800 Abrantès den General Andoche Junot, einen Adjutanten Napoleons. Aus dieser Ehe entstammten vier Kinder: Josephine (* 1802), Constance (* 1803), Louis Napoléon (* 1807) und Andoche Alfred (* 1810). Napoleon war zu dieser Zeit bereits Erster Konsul, schenkte dem jungen Paar ein komplett eingerichtetes Haus und war dort auch regelmäßig zu Gast.
Als General Junot als Botschafter nach Portugal entsandt wurde, folgte ihm Abrantès. Das Ehepaar kehrte 1806 nach Frankreich zurück und ließ sich wieder in Paris nieder. Dort, im Zentrum der Macht, führte die Karriere General Junots über die Ränge „Général de division“, „Großoffizier der Ehrenlegion“, „Militärgouverneur von Paris“ und „Kommandant der 1. Militärdivision“, bis hin zur Nobilitierung als „Herzog von Abrantes“. Dazu kamen Besitztümer in Westfalen, Preußen, Hannover und Italien, die ihnen vom Kaiser geschenkt wurden.
Da Napoleon regelmäßig bei Junot zu Gast war, wurden dort immer größere Empfänge abgehalten, die auch schnell berühmt wurden. Zu diesen Abendgesellschaften wurde immer die Haute Volee geladen; die Entourage des Kaisers und das Militär (bis hin zum Marschall von Frankreich) war aber immer überproportional vertreten. Die Aufgaben als Hofdame brachten es mit sich, dass Abrantès sich auch häufig bei Kaiserin Joséphine de Beauharnais aufhielt. Wegen ihrer Schönheit, Extravaganz und ihrer Nähe zum Kaiserhaus wurde Abrantès von Zeitgenossen als „Femme fatale de Paris“ bezeichnet.
Seine militärischen Niederlagen in Spanien und Portugal brachten dem General bald auch den finanziellen Ruin. Deshalb beging er in depressiver Stimmung am 29. Juli 1813 Selbstmord, indem er sich aus einem Fenster stürzte. Abrantès konnte noch einige Zeit ihren gewohnten Lebensstil aufrechterhalten und als Gastgeberin brillieren. Als aber nach der Schlacht bei Paris (31. März 1814) Napoleon abdankte, brach sie ihre gesellschaftlichen Verpflichtungen ab, verkaufte ihr Palais und zog mit ihren Kindern in eine Wohnung.
Da Abrantès zu dieser Zeit bereits mit Erfolg als Schriftstellerin debütiert hatte, entwickelte sich ihre Wohnung allmählich zu einem literarischen Salon. Regelmäßig traf man dort nun viele große Talente von Paris, Gelehrte, Dichter, Musiker und Künstler zum Tee und Gedankenaustausch. Anlässlich einer solchen Zusammenkunft lernte sie 1829 den jungen Schriftsteller Honoré de Balzac kennen. Sie ebnete ihm den Weg in die Gesellschaft, war mit ihm auf vielen Empfängen, Festen und Theateraufführungen zu sehen und hatte eine leidenschaftliche Affäre mit ihm.
Für ihren Lebensunterhalt konnte Abrantès in ihren letzten Jahren immer weniger selbst sorgen. Trotz ihrer fieberhaften Arbeit als Schriftstellerin starb sie in völliger Armut am 7. Juni 1838 mit fast 54 Jahren in einer Mansarde in Paris.

### These zu Napoleons griechischer Abstammung
In ihren Memoiren stellt die Herzogin von Abrantès, selber Halbgriechin, die These von der griechischen Herkunft Napoleons auf: Danach stellt dessen Familienname in seiner ursprünglichen Fassung „Buonaparte“ die italianisierte Form des griechischen Namens „Kalomero“ (= guter Teil) dar, der wiederum in Mani im Süden der Peloponnes nachweisbar ist. Angehörige der Kalomero sollen nach der Eroberung des byzantinischen Reiches durch die Türken im 16. Jahrhundert nach Italien emigriert und sich schließlich auf Korsika niedergelassen haben, wo sie ihren Namen in „Buonaparte“ änderten. Tatsächlich war die Italianisierung griechischer Familiennamen bei byzantinischen Flüchtlingen nicht unüblich.
Auch eine Verwandtschaft dieser Familie mit dem byzantinischen Kaiserhaus der Komnenen, die bis 1185 über Byzanz und sogar bis 1461 über das Kaiserreich Trapezunt herrschten, wird von ihr dort diskutiert.

## Rezeption
Abrantès verfasste neben ihren heute noch bekannten „Memoiren“ auch einige Romane und Bühnenstücke. Diese „Memoiren“ entstanden zwischen 1830 und 1834 und gelten als ihr bedeutendstes Werk. Da sie aus subjektiven Empfindungen heraus niedergeschrieben wurden, können sie natürlich wissenschaftlicher Objektivität nicht standhalten, sind aber als kulturelles Zeitzeugnis der napoleonischen Ära nicht uninteressant.

## Werke (Auswahl)
- Les femmes celèbres de tous les pays, leurs vies et leurs portraits. Lachevardiere, Paris 1834 (zusammen mit Joseph Straszewicz)
- Memoiren oder historische Denkwürdigkeiten über Napoleon, die Revolution, das Direktorium und die Restauration („Mémoires“). Buchhandlung Peters, Leipzig 1831/36 (18 Bde.).
- Memoiren über die Restauration oder: Historische Denkwürdigkeiten aus der Zeit der Restauration, der Revolution von 1830 und den ersten Jahren der Regierung Ludwig Philipps („Mémoires“). Hochhausen & Fournes, Leipzig 1836/38 (7 Bde.)
- Les salons révolutionaires. Edition France-Empire, Paris 1989, ISBN 2-7048-0617-9 (Nachdr. d. Ausg. Paris 1830).
- Salons von Paris („Salons de Paris“). (7 Bde.)